# Едмон Бушие дьо Бел
Едмон Бушие дьо Бел (на френски: Edmond Bouchié de Belle) е френски юрист и публицист, автор на книгата „La Macédoine et les Macédoniens“ (Македония и македонците, 1922).

## Биография
Едмон Бушие дьо Бел е роден на 23 август 1878 година в Ле Везине, Франция. Доктор по право. Съветник на Сметната палата през 1912 година. Участва в Първата световна война на Македонския фронт.
Твърди по отношение на Сръбската колонизация във Вардарска Македония, че тя „съчетана с прогонването на непоправимите български елементи, трябваше да доведе до бърза сърбизация на областта“.
Умира на 23 октомври 1918 година в Скопие, Сърбия.